# Łazówek
Łazówek [waˈzuvɛk] est un village polonais de la gmina de Sterdyń dans le powiat de Sokołów et dans la voïvodie de Mazovie, au centre-est de la Pologne.
Il est situé à 19 kilomètres au nord-est de Sokołów Podlaski et à 102 kilomètres à l'est de Varsovie.

Sa population comptait 210 habitants en 2006.